# 브로베르겐

문장

브로베르겐(독일어 Brobergen, 저지 색슨어 Brobargen)은 독일 니더작센주에 있는 작은 리이다. 오스테 강 근처에 있다. 인구는 215여 명이다(2008년 기준). 면적은 6.06km2이다.
크라넨부르크 게마인데의, 스타데 군의 일부이다.

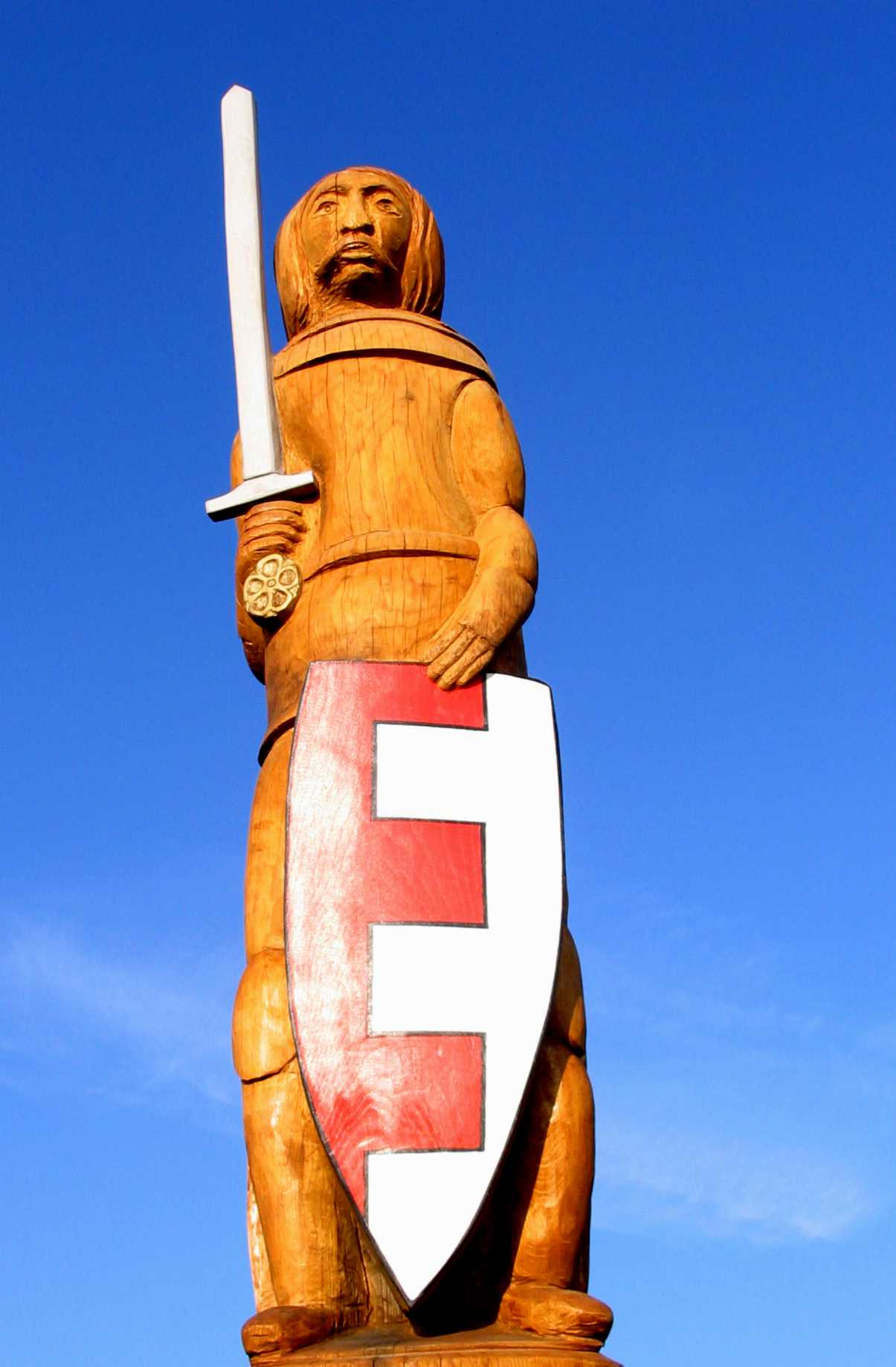
동상 롤랜드
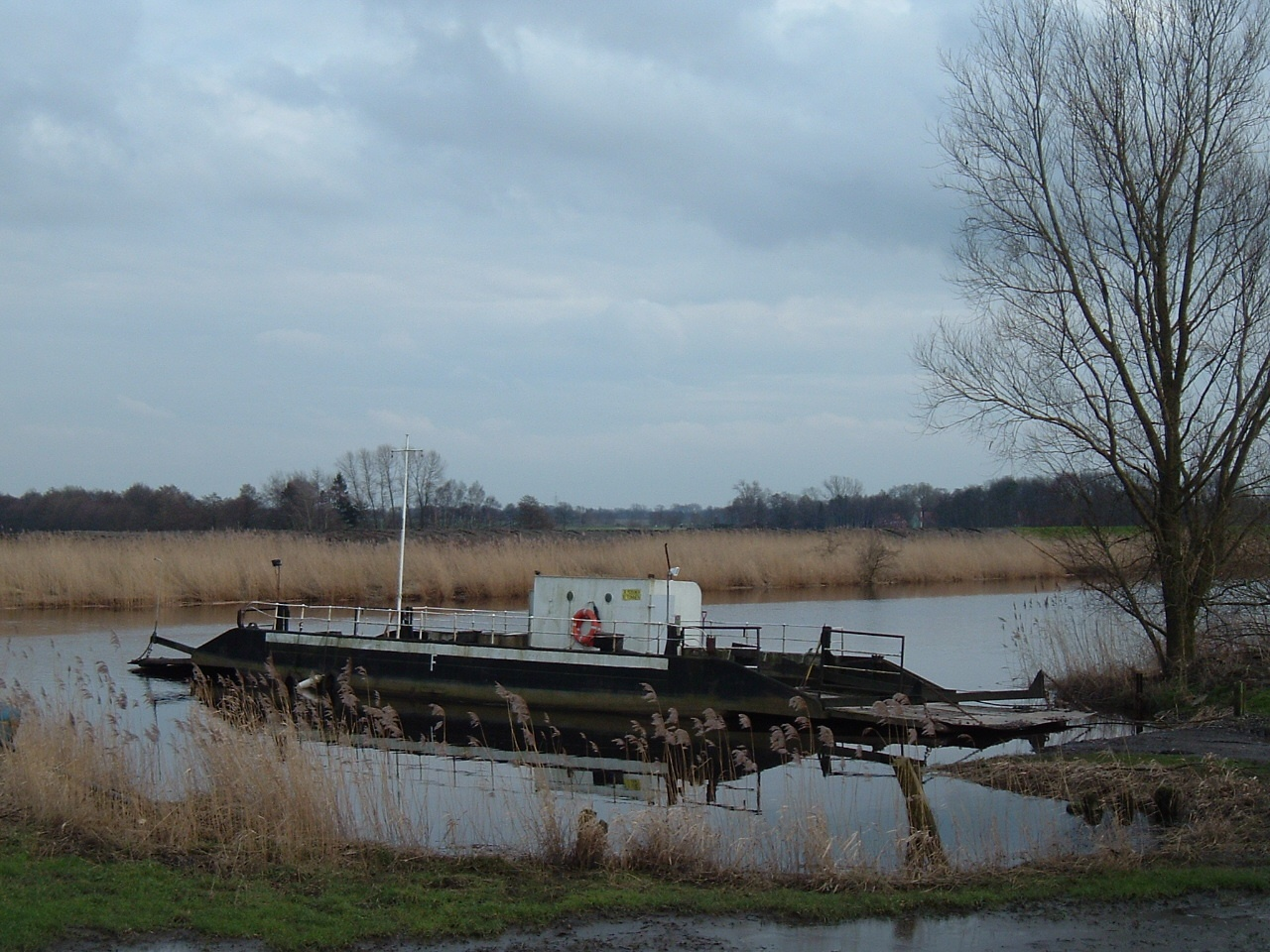
나룻배가 오스테 강을 건너고 있다.